# アカカワイノシシ
アカカワイノシシ (英語:red river hog 学名:Potamochoerus porcus)はアフリカのギニアやコンゴ盆地の熱帯雨林に生息する鯨偶蹄目イノシシ科の一種である。熱帯雨林地域以外で見られることは稀で、河川や沼地周辺でよく見られる。

## 特徴

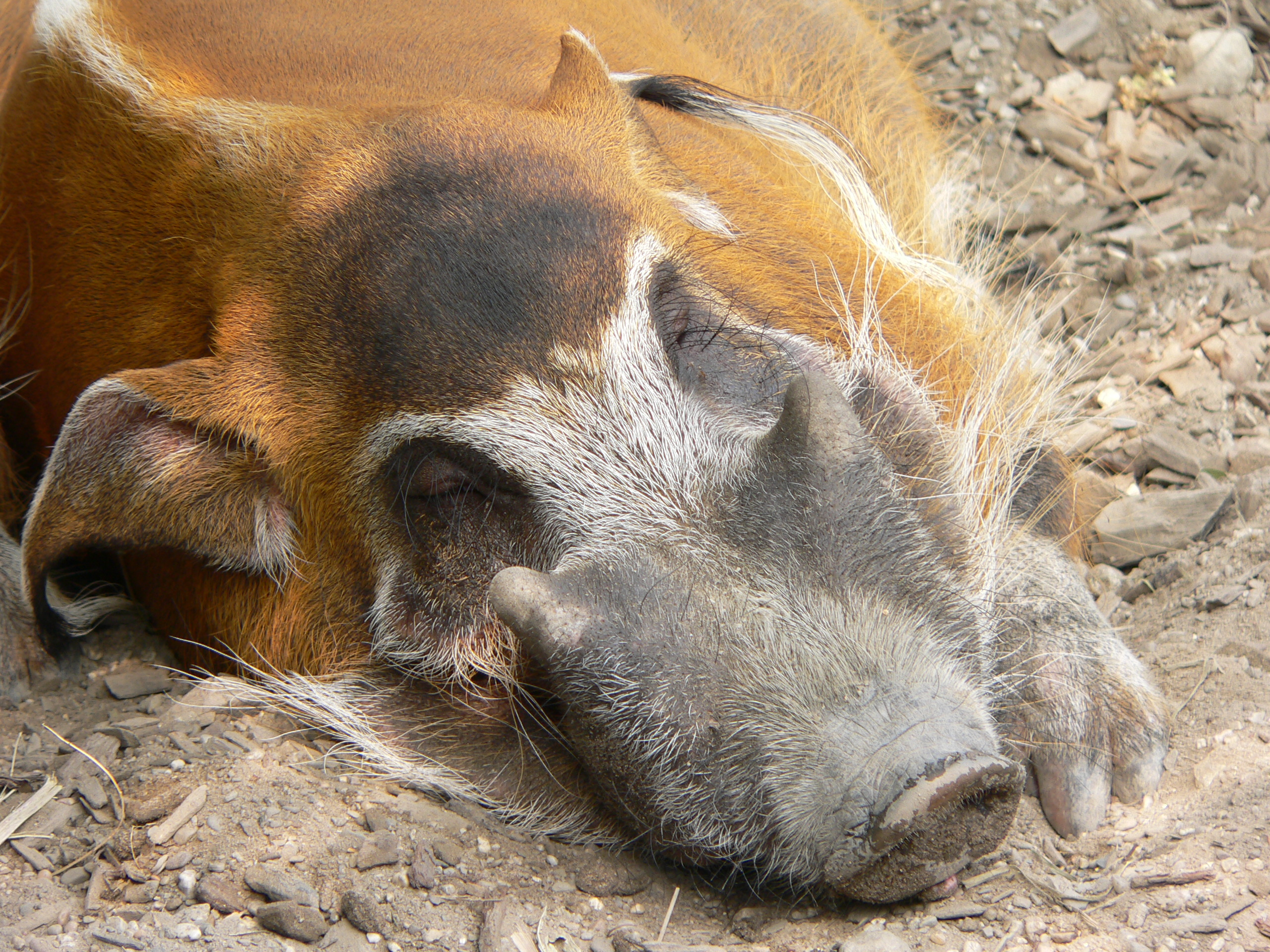
オスは鼻にこぶをもつ

橙色から赤褐色の毛皮を持ち、背骨に沿って白線がついている。脚と顔は黒色だが、成体は目や頬、顎の部分は白色である。 顎や腹の部分の毛皮は体の他の部分より長く、オスは特に顎髭が長い。熱帯アフリカに生息する他のイノシシ科とは異なり、体全体が毛皮に覆われている。
成体の体重は45～115kgで高さは55～80cm、体長は100～145cmで、尻尾の長さは30～45cmである。また、尻尾の末端部分は黒色で束状になっている。長く薄い耳を持ちその長さはおよそ12cmである。耳の末端部分は黒色または白色の束状になっている。オスはメスより体が大きく、牙は小さく鋭い。また、オスは鼻に円錐状のこぶがあり、オス同士の衝突の際に顔の腱を守る役割を持つと考えられている。
アカカワイノシシの歯はイノシシの歯の形状に類似している。体臭腺は目の近くと脚にある。オスはさらに牙の付近、上あごと陰茎にも体臭腺がある。下あごには直径2cm程の腺組織があり、触覚機能を持つと考えられている。メスは6つの乳首がある。

## 生息域
熱帯雨林、湿潤なサバンナ、木々におおわれた渓谷、河川や湖沼の周辺に生息している。生息域は西アフリカのガンビアからコンゴ盆地のカサイ川、コンゴ川付近に広がっている。かつては亜種が存在いるとされていたが、現在では亜種は存在しないとされている。

## 習性

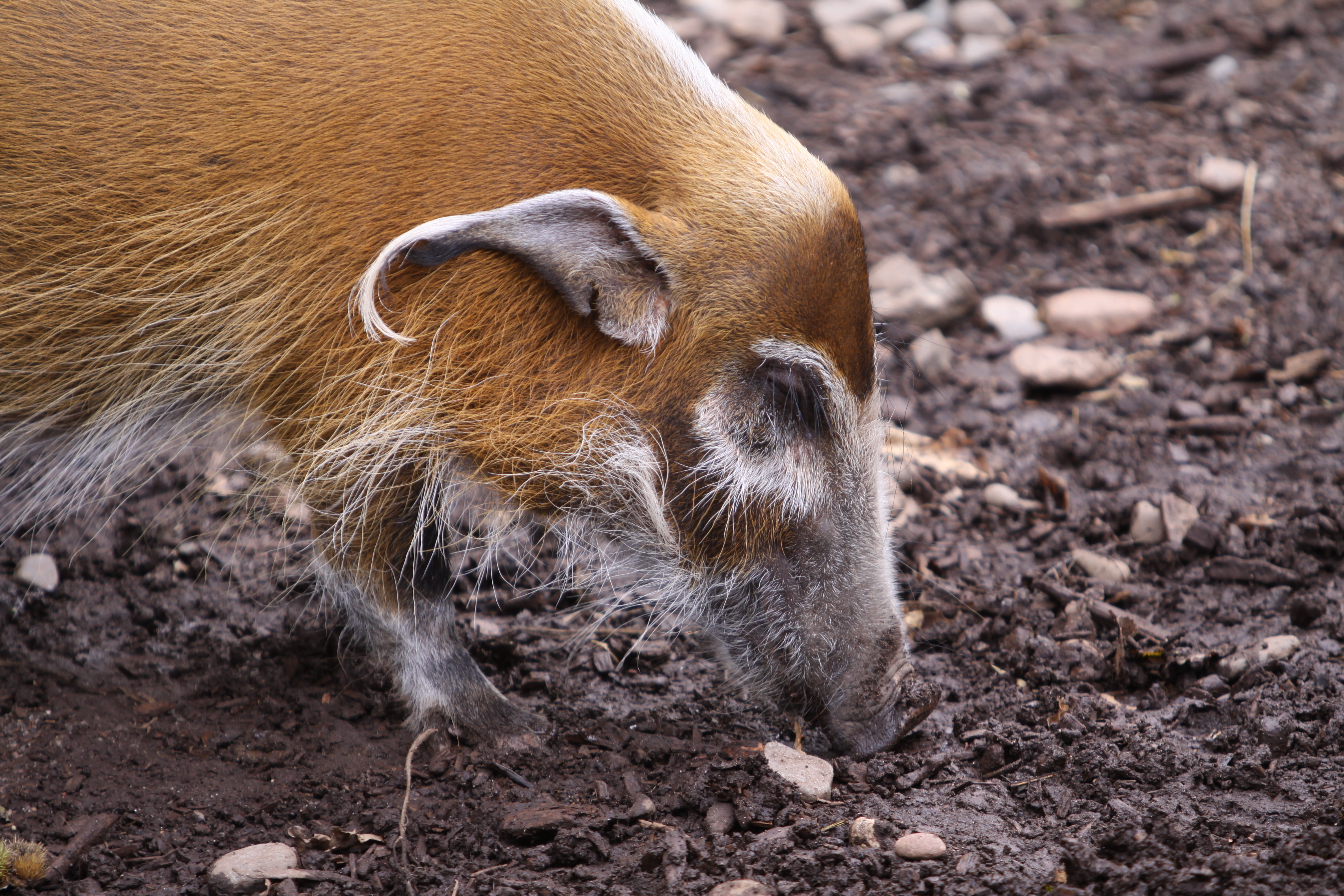

雑食で、主に植物の根や芋を食べ、補助的に果物や草、動物の卵、屍肉、虫、トカゲを摂取する。鼻で土中の食料を探し、牙や前脚でそれを掘り出す。このため、キャッサバやヤムイモなどの農作物を食い荒らすことがある。
本来は夜行性または薄明薄暮性だが、日中でも活発に活動している。基本的におよそ6～10匹程度の群れで生活し、うち成体のオスは1匹であることが多い。ただし、良好な条件の生息地ではより多くの個体で構成される群れもあり、時には30匹以上の群れになることもある。群れのオスは他のオスから群れのメスを守る役割をもつ。天敵はヒョウなどである。